# Dizimieu
Dizimieu é uma comuna francesa na região administrativa de Auvérnia-Ródano-Alpes, no departamento de Isère. Estende-se por uma área de 9,74 km². Em 2010 a comuna tinha 858 habitantes (densidade: 88,1 hab./km²).